# Nyugat-Ausztrália
Nyugat-Ausztrália (angolul Western Australia) Ausztrália nyugati harmadát elfoglaló ausztrál tagállam. Északról és nyugatról az Indiai-óceán, délről a Nagy-Ausztráliai-öböl és az Indiai-óceánnak az Ausztráliában rendszerint Déli-óceánként jelzett része, északkeletről az Északi terület, míg délkeletről Dél-Ausztrália határolja. Nyugat-Ausztrália az ország, vagyis Ausztrália legnagyobb állama, teljes szárazföldi területe 2.529.875 négyzetkilométer, a világon a második legnagyobb, országon belüli közigazgatási egység – jóllehet az állam jelentős része meglehetősen ritkán lakott. Az állam népessége mintegy 2,5 millió fő (ez az ország népességének kb. 11%-a, miközben a lakosok 92%-a az állam délnyugati szegletében él. Fővárosa Perth.
Első európaiként Nyugat-Ausztrália partjaihoz a holland felfedező, Dirk Hartog érkezett 1616-ban. Jóval később, 1826-ban a britek létesítettek katonai állomást a King George-tengerágnál, a mai Albany közelében, amit a Perth területén lévő Swan menti kolónia megalapítása követett 1829-ben. Nyugat-Ausztráliában York számít az első településnek, ami nem az óceánparton létesült: a Perth-től 97 kilométerre, keletre fekvő város területére  1831. szeptember 16-án érkeztek meg az első telepesek.
Nyugat-Ausztrália 1890-ben kapott önkormányzati jogokat, 1901-ben pedig államszövetségre lépett az Ausztráliában lévő, többi brit gyarmattal. Ma Nyugat-Ausztrália gazdasága főleg a bányászaton, mezőgazdaságon és idegenforgalmon alapul, ez az állam adja Ausztrália teljes exportjának a 46%-át. Nyugat-Ausztrália a második legnagyobb vasérctermelő a világon.

## Földrajz
Nyugat-Ausztráliát keletről a keleti hosszúság 129° mentén húzódó hosszúsági kör határolja, ami egyúttal az állam és Dél-Ausztrália, illetve az Északi terület közötti határvonalat jelenti, míg nyugati és északi irányban a határt az Indiai-óceán képezi. A Nemzetközi Hidrográfiai Szervezet (IHO) a kontinenstől délre eső víztömeget az Indiai-óceán részeként határozza meg; ugyanakkor Ausztráliában e tengerrész hivatalos megnevezése a Déli-óceán.
Nyugat-Ausztrália keleti határának teljes hossza 1862 km (1157 mérföld). A tengerparti határ hosszúsága 20.781 km (12.913 mérföld), amiből 7892 km (4904 mérföld) szigetekhez tartozik. Az állam teljes szárazföldi területe 2,5 millió km².
Legmagasabb pontja a Pilbara régióbeli Hamersley-hegységben található Mount Meharry (1249 m).

### Geológia
Nyugat-Ausztrália nagy részét a rendkívül ősi Yilgarn-ősmasszívum és Pilbara-kraton alkotja, amely az Archaikum időszakában egyesült az indiai Dekkán-fennsíkkal, Madagaszkárral és az Afrika déli részén található Kaapvaal- és Zimbabwei-ősmasszívummal, amiből 3–3,2 milliárd évvel ezelőtt kialakult Ur, a Föld egyik legrégebbi szuperkontinense. 2017 májusában a Pilbara-kraton területén feltárt, 3,48 milliárd éves gejziritben és más ásványi lerakódásokban (ezek rendszerint hévízforrások és gejzírek környékén találhatók) feltehetőleg bizonyítékot találtak a legkorábbi ismert szárazföldi létformák jelenlétére.
Mivel e korai időszak óta az egyetlen hegységképződési folyamat a Nyugat-Ausztrália déli részén húzó Stirling-hegység Antarktiszról való leszakadása volt, a földfelszín módfelett erodált és ősi; a tengerszint feletti magasság állam egyetlen részén sem haladja meg az 1250 métert. A terület nagy része egy alacsonyan húzódó fennsík 400 méter körüli átlagos tengerszint feletti magassággal, alacsony térszínnel, földfelszíni lefolyások nélkül. Ez viszonylag meredeken ereszkedik a tengerparti síkságok felé, egyes esetekben élesen megtörő hegy- vagy dombvonulatokat alkot, mint amilyen a Perth közeli Darling Scarp.
A táj ősi kora miatt a talajok kifejezetten terméketlenek és gyakran lateritben gazdagok. Még a gránit alapkőzetből származó talajok is egy nagyságrenddel kevesebb foszfort, illetve csak feleannyi nitrogént tartalmaznak, mint a más földrészek hasonló éghajlatú területein található talajok. A kiterjedt homoksíkságok és vaskőtartalmú talajok még kevésbé termékenyek, szinte egyáltalán nem tartalmaznak oldható foszfátot, hiányzik belőlük a cink, a réz, a molibdén, illetve esetenként a kálium és a kalcium is.
A talajok többségének terméketlensége miatt a gazdáknak nagy mennyiségben kell műtrágyát alkalmazniuk. Miközben ezek főként a gerinctelenek és baktériumok számára ártalmasak, a legeltetés és a patás emlősök jelenléte, illetve a nehézgépek használata talajtömörödéshez és a sérülékeny talajok nagymértékű károsodásához vezetett.
Egyes területekről a természetes növényzet mezőgazdasági célú eltávolítása számottevő károkat okozott az őshonos növény- és állatvilág élőhelyeiben. Ennek eredményeként az állam Délnyugati régiójára az a jellemző, hogy Ausztrália sok más részénél nagyobb koncentrációban vannak jelen ritka, fenyegetett és veszélyeztetett növény- és állatfajok, így az állam a világ egyik biodiverzitási gócterületének számít. Az állam búzatermő övezetének nagy térségeiben okoz gondot a szikesedés és az édesvizek csökkenése.

### Éghajlat

Nyugat-Ausztrália éghajlati övei a Köppen-féle klímaosztályozás alapján

A Nyugat-Ausztrália délnyugati partvidéke a mediterrán éghajlati övhöz tartozik. A terület túlnyomó részét eredetileg erdők borították, köztük a tarkalevelű eukaliptusz kiterjedt állományai, mely faj a világ legmagasabb fái közé tartozik. Ez a ma alapvetően mezőgazdasági régió egyike a Föld kilenc legnagyobb biológiai sokféleséget mutató szárazföldi élőhelyének, ahol a más hasonló területekhez képest nagyobb az endemikus fajok aránya. Az Ausztrália délnyugati partvidékére jellemző meleg tengeráramlatnak, a Leeuwin-áramlatnak köszönhetően a terület a tengeri biodiverzitás tekintetében a hat leggazdagabb régió közé tartozik, itt találhatók a világ legdélebbi korallzátonyai is.
A délnyugati részen az átlagos éves csapadékmennyiség a Wheatbelt régió szélén jellemző 300 milliméter és az állam délnyugati szegletében lévő Northcliffe környéki 1400 milliméter között változik, viszont novembertől márciusig a párolgás mértéke meghaladja a lehulló csapadék mennyiségét, ami rendszerint rendkívül száraz időjárást eredményez. A növényzet ehhez, valamint a talajok tápanyagszegénységéhez jól alkalmazkodott.
Az állam középső kétharmada száraz és ritkán lakott. Az egyetlen jelentékeny gazdasági tevékenység a bányászat. Az éves csapadékmennyiség átlagosan 300 milliméter alatti, és ennek is nagy része nyáron a ciklonokhoz kapcsolódóan, szórványos, özönvízszerű esőzésekben jelentkezik.
Ez alól kivételt képeznek az északi trópusi régiók. A Kimberley régióra a rendkívül meleg trópusi monszun éghajlat a jellemző, az átlagos éves csapadékmennyiség 500 és 1500 milliméter között mozog, viszont az áprilistól novemberig tartó időszak lényegében csapadékmentes. Ezzel szemben a csapadékosabb hónapok heves áradásokkal érkeznek, a földfelszíni vizek a mezőgazdaságban csak az Ord-folyó mentén hasznosulnak.
Az állam egész területén ritka a havazás; fekvése és magassága miatt jellemzően csak délnyugaton, az Albany közeli Stirling-, illetve esetenként a Porongurup-hegységben fordul elő. Ugyanakkor a havazás mértéke itt is ritkán haladja meg az 5 cm-t, illetve marad meg egy napnál tovább.
A legmagasabb hőmérsékletet, 50,7 °C-ot 2022. január 13-án mérték a Pilbara régióbeli Onslow-ban. A legalacsonyabb hőmérsékletet, -7,2 °C-ot 2008. augusztus 17-én a Nagy-Ausztráliai-öböl parti Eyre Bird obszervatóriumnál észlelték.
A déli földmágneses pólus jelenleg 10 fokkal tér el a Déli-sark felől Nyugat-Ausztrália irányában, így a déli sarki fény (aurora australis) északon egészen Geraldton magasságáig észlelhető.
| Hónap                         | Jan. | Feb. | Már. | Ápr. | Máj. | Jún. | Júl. | Aug. | Szep. | Okt. | Nov. | Dec. | Év   |
| ----------------------------- | ---- | ---- | ---- | ---- | ---- | ---- | ---- | ---- | ----- | ---- | ---- | ---- | ---- |
| Rekord max. hőmérséklet (°C)  | 50,7 | 50,5 | 48,1 | 45,0 | 40,6 | 37,8 | 38,3 | 41,6 | 43,1  | 46,9 | 48,0 | 49,8 | 50,7 |
| Rekord min. hőmérséklet (°C)  | 0,9  | 0,5  | −0,8 | −2,2 | −5,6 | −6,0 | −6,7 | −7,2 | −5,1  | −5,0 | −2,1 | 0,0  | −7,2 |
| Forrás: Bureau of Meteorology |      |      |      |      |      |      |      |      |       |      |      |      |      |

## Történelem
Az ausztrál földrészre az első emberek északról, több mint 50 000 évvel – egyes feltételezések szerint akár több mint 70 000 évvel – ezelőtt érkeztek. A teljes szárazföldi területet több ezer év alatt népesítették be, és az európai felfedezők 17. század eleji megjelenése előtt jóval korábban letelepedtek Nyugat-Ausztráliában is.

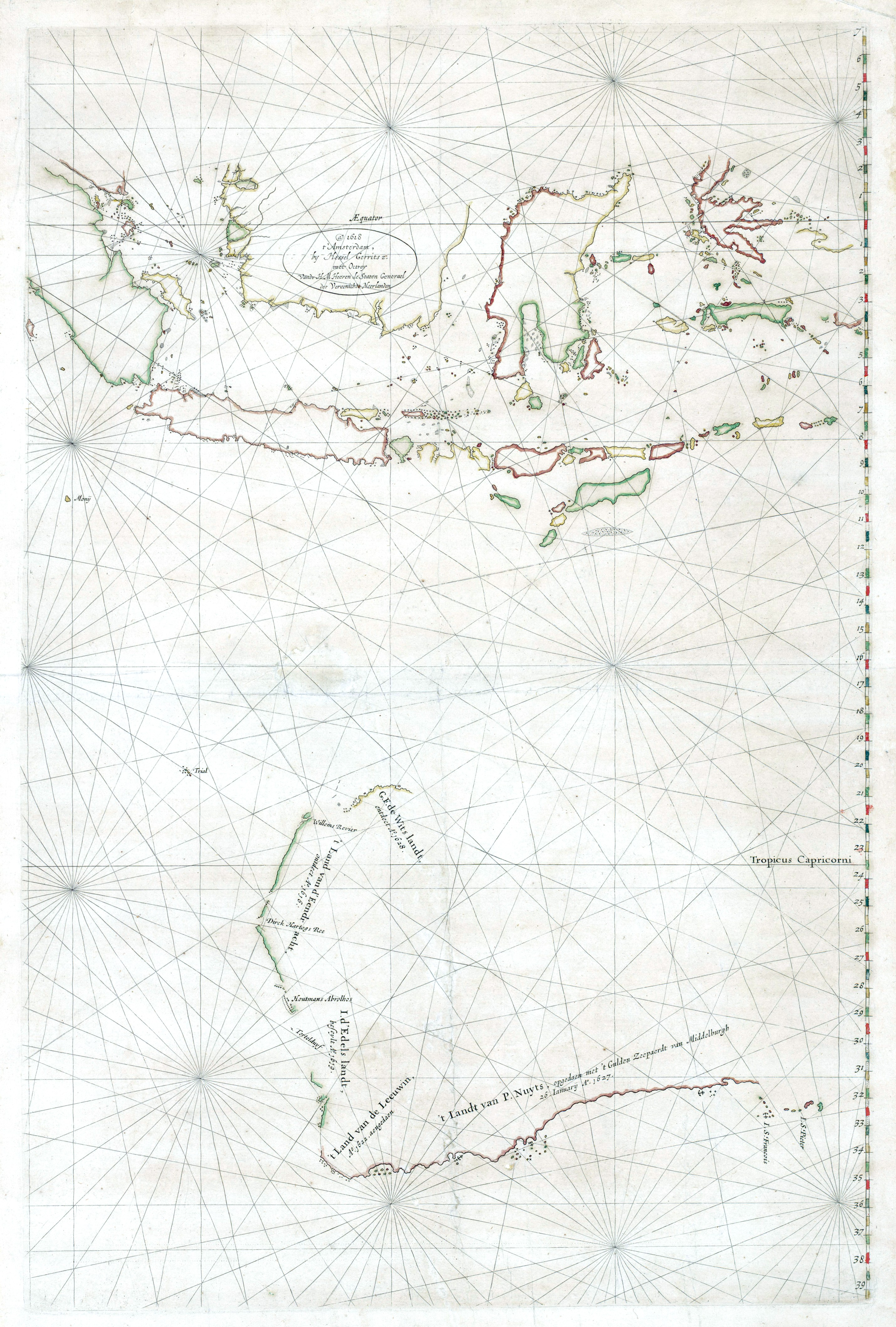
Ausztrália partjairól az első tengerészeti térképet Hessel Gerritsz készítette 1618-ban, 12 évvel azután, hogy az európaiak feltehetőleg először megpillantották az ausztrál szárazföldet. 1618 után, az 1628 és 1632 közötti időszakban ezt az első térképmetszetet többen is új részletekkel egészítették ki.

A Nyugat-Ausztráliában először partra lépő európaiak a holland Dirk Hartog nevéhez kötődő expedíció tagjai voltak; erre 1616. október 25-én, a mai Perth-től mintegy 850 km-re északra lévő Dirk Hartog-szigeten, a Cape Inscription nevű partfoknál került sor. A 17. század hátralévő részében más holland és brit hajósok is jártak az Abel Janszoon Tasman által 1644-ben Új-Hollandiának elnevezett kontinens nyugati partvidékén – rendszerint akaratlanul, amiről a Brouwer-útvonalról a helytelen navigáció és viharok miatt letért, majd Nyugat-Ausztrália partjainál hajótörést szenvedett hajók egész sora tanúskodik. A 18. század végén kezdték brit és francia tengerészek közelebbről felfedezni Nyugat-Ausztrália partjait. Napóleon megbízása alapján az 1800–03-as Baudin-expedíció Nyugat-Ausztrália partvidékét is érintette, majd ennek eredményeként készült el 1811-ben a Freycinet-féle térkép, amely első ízben ábrázolta Ausztrália teljes partvonalát. Ettől függetlenül az Új-Hollandia elnevezés egészen az 1850-es évek közepéig félhivatalos használatban maradt.

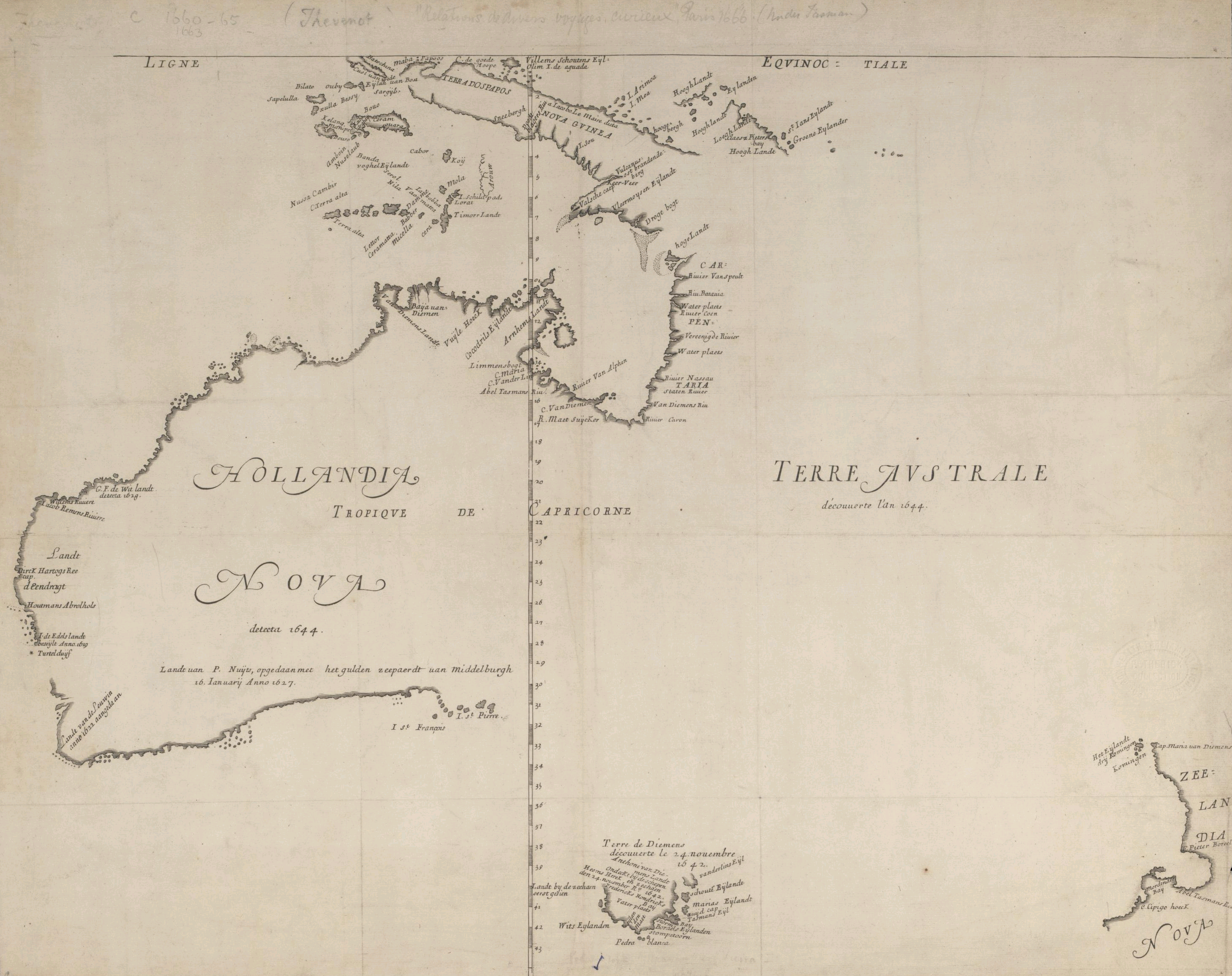
A francia Melchisédech Thévenot Hollandia Nova-Terre Australe című térképe, amely az általa 1664-ben, Relations de divers voyages curieux címen kiadott utazási antológiában jelent meg, és feltehetőleg a holland Joan Blaeu 1659-es, Frigyes Vilmos brandenburgi választófejedelemnek ajánlott, A Nagy Választó atlasza (Atlas des Großen Kurfürsten) című munkájában található Archipelagus Orientalis sive Asiaticus térkép másolata. A Thévenot által ábrázolt hosszúsági kör a Spanyol Királyság és a Portugál Királyság között az 1494-es tordesillasi szerződés kiegészítéseként 1529-ben létrejött zaragozai szerződés szerinti antimeridián.

A jelenlegi állam kialakulásának első lépése a katona és felfedező Edmund Lockyer nevéhez fűződik, aki az akkori brit gyarmatügyi miniszter, Henry Bathurst, Bathurst 3. grófja utasítására, 20 fős legénységgel, valamint 23 elítélttel Új-Dél-Walesből a Nyugat-Ausztrália déli-nyugat részén lévő King George-tengerághoz hajózott, majd a területet 1827. január 21-én hivatalosan is annektálta a brit korona számára. A település megalapítására elsősorban azért került sor, mert a britek tartottak attól, hogy a franciák őket megelőzve formálnak igényt a területre. Ez a település 1831. március 7-én végül a Swan menti kolónia irányítása alá került, majd 1832-ben az Albany nevet kapta.
James Stirling kapitány 1829-ben alapította meg a Swan menti kolóniát a Swan folyó partján. 1832-re a gyarmaton a brit telepesek száma elérte az 1500 főt, és a gyarmat hivatalos nevét még az év február 6-án Nyugat-Ausztráliára módosították. A gyarmat két különálló településéből lassan kialakult a kikötőváros, Fremantle és az állam fővárosa, Perth. Nyugat-Ausztrália első, nem tengerparti települése a Perth-től 97 km-re keletre fekvő, 1831. szeptember 16-án alapított York volt. Ez utóbbi település vált a korai időszak felfedezőinek kiindulópontjává, ahonnan például Kalgoorlie gazdag aranymezőit feltárták.
A népesség egészen az 1890-es évekig nagyon lassú volt; ekkor Kalgoorlie környékén jelentős aranylelőhelyeket tártak fel.

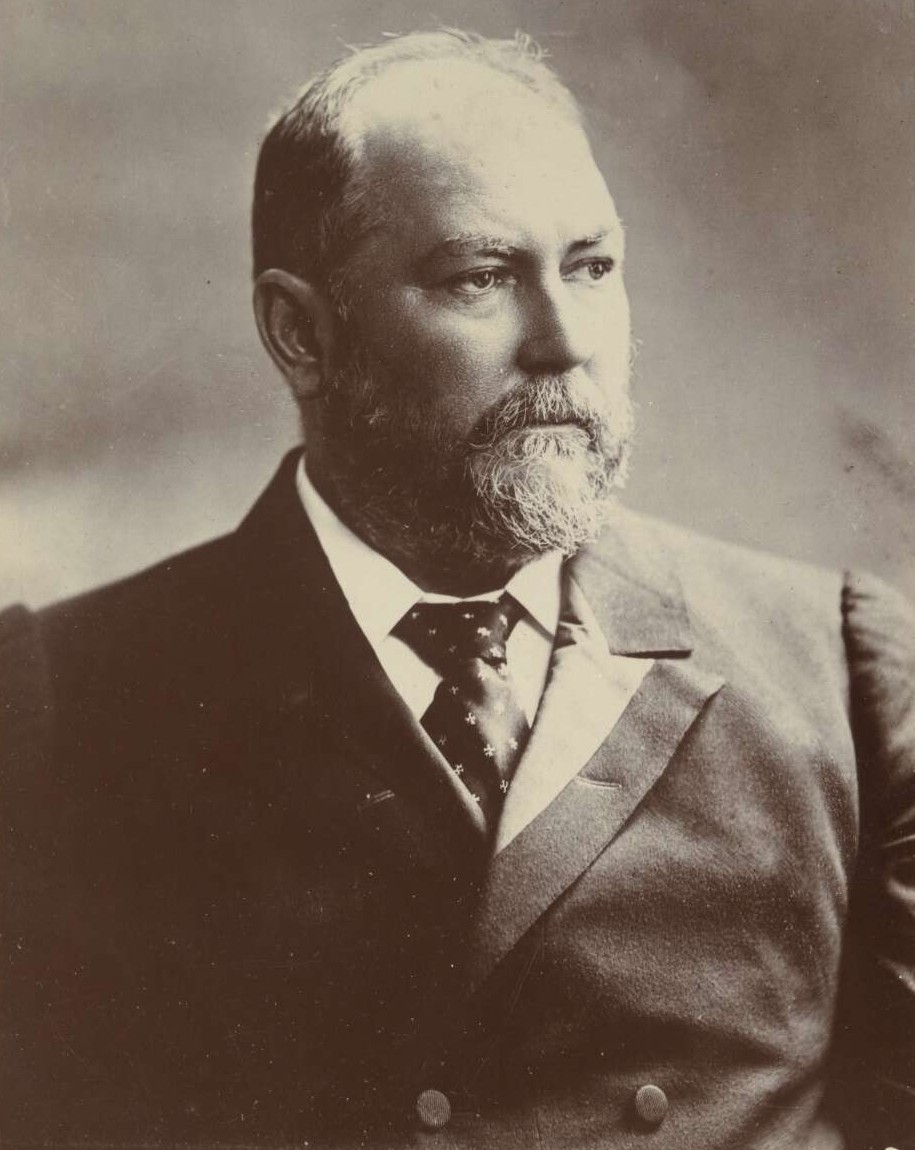
John Forrest, Nyugat-Ausztrália első miniszterelnöke.

1887-ben új, az európai származású ausztrálok önrendelkezési jogait szabályozó alkotmányt dolgoztak ki, 1890-ben pedig a brit parlament elfogadta a gyarmatnak önkormányzatiságot biztosító törvényt. John Forrest lett Nyugat-Ausztrália első miniszterelnöke.
1896-ban, miután aranyat találtak a Coolgardie-ban és Kalgoorlie-ban, a nyugat-ausztráliai parlament hitel felvétele mellett döntött, hogy az aranymezőkre, az egyre növekvő lakosság igényeinek kielégítésére napi ötmillió gallon (22 millió liter) víz szállítására alkalmas csővezetéket építsenek. Ez végül 1903-ban készült el az ír származású, és korábban Fremantle kikötőjét tervező C. Y. O'Connor, Nyugat-Ausztrália első főmérnöke tervezésében és felügyelete mellett. A vízvezeték Perth-ből Kalgoorlie-ba, 530 km távolságba szállított vizet, ami fontos szerepet játszott az állam népességének és gazdasági növekedésének előmozdításában.
Egy Forrest által vezetett kampányt követően Nyugat-Ausztrália gyarmat választói az öt másik ausztrál gyarmattal szövetségi állam létrehozása mellett szavaztak, aminek eredményeképpen Nyugat-Ausztrália 1901. január 1-jén hivatalosan is az Ausztrál Államszövetség egyik tagállamává vált.

## Kormányzat és közigazgatás

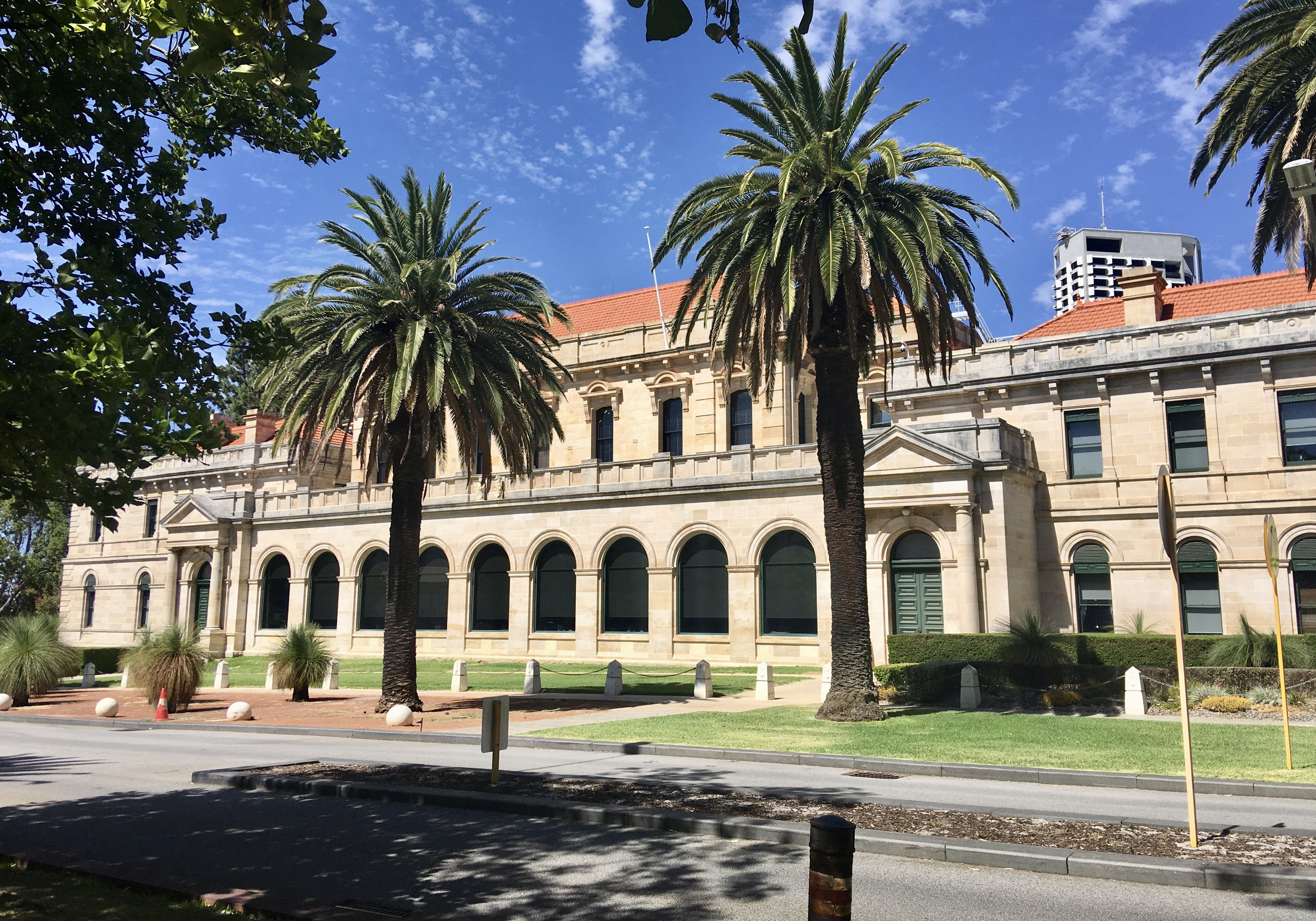
A Parlament épülete Perth-ben

Nyugat-Ausztrália 1890-ben kapott önkormányzati jogokat. Az állam Perth-ben működő kétkamarás Parlamentje egy 59 tagú Törvényhozó Gyűlésből (azaz „alsóházból”) és egy 36 tagú Törvényhozó Tanácsból (azaz „felsőházból”) áll. A választójog jellegét tekintve minden 18 év feletti állampolgár számára általános és kötelező.
Az ausztrál gyarmatokból az Ausztrál Államszövetség 1901-es megalakulásával Nyugat-Ausztrália a föderális Ausztrália állam egyik tagállamává vált. Ez az alkotmánnyal összhangban bizonyos hatáskörök átadását jelentette az államszövetségi (föderális) kormánynak, míg azok a jogkörök, amelyek kifejezetten nem az Államszövetséget illetik meg, a tagállamoknál maradtak. Idővel azonban az Államszövetség – a jogkörök tágabb értelmezésével – olyan területekre is kiterjesztette hatáskörét, mint az adózás és az állami bevételek elosztásának ellenőrzése.
Bár Nyugat-Ausztrália uralkodója az alkotmányos monarchiaként működő Ausztrál Államszövetség  uralkodója (jelenleg III. Károly brit király), és a végrehajtó hatalom gyakorlása névlegesen az uralkodó mindenkori képviselőjét, Nyugat-Ausztrália kormányzóját illeti meg, a végrehajtó hatalmat ténylegesen a miniszterelnök és a miniszterek gyakorolják, akik a Törvényhozó Gyűlésben a mandátumok többségét birtokló párt vagy pártkoalíció tagjai közül kerülnek ki.

### Az elszakadás kérdése

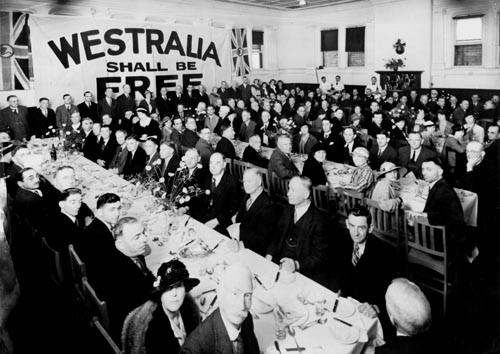
Az elszakadást támogató Domínium Liga (Dominion League) egyik 1933-as gyűlése

Az elszakadás kérdése és a szeparatizmus nem sokkal az európaiak 1826-os letelepedését követően megjelent a nyugat-ausztrál politikai életben. A gyarmatok közül eleve Nyugat-Ausztrália vonakodott a leginkább, hogy csatlakozzon az Ausztrál Államszövegséghez, és ezért részt sem vett az első föderációs konferencián. A Nyugat-Ausztráliában régebben élők rendszerint ellenezték a szövetségi állam létrejöttét, és leginkább egy független nyugat-ausztrál állam kialakítására törekedtek. Ugyanakkor az arany felfedezése sok bevándorlót vonzott Ausztrália más részeiről, és ezek az újonnan betelepülők – elsősorban Kalgoorlie, illetve Albany vidékén – szavaztak az Államszövetséghez való csatlakozás mellett, sőt olyan javaslat is felmerült, hogy az állam délnyugati része különálló – Nyugat-Ausztráliától elszakadó – államként, Kalgoorlie központtal, az arany latin nyelvű megnevezésére utaló Auralia néven csatlakozzon az Államszövetséghez. 
Később, egy 1933-ban tartott népszavazáson, melyen a jogosultak 91%-a vett részt, 66%-os többséggel az elszakadást támogatták, ám mivel a referendum nem volt kötelező érvényű, ezért az ügyben nem is volt további lépés, a függetlenséget támogató liga pedig feloszlott. A függetlenségi mozgalom azonban rendre újraéledt a következő évtizedekben is; ezeket esetenként olyan helyi bányászati befektetők is támogatták, akik elégedettlenek voltak a kivetett adók és vámok miatt. A gazdasági fellendüléssel bekövetkező társadalmi jólét színvonalának emelkedése viszont indokolatlanná tette az elszakadást, így az 1970-es évek után a hasonló követelések háttérbe szorultak.
A 21. században, amikor a gazdasági fejlődés újabb csúcspontot ért el, a nyugat-ausztrál függetlenségi törekvések is erőre kaptak a szövetségi források aránytalan szétosztása és a Nyugat-Ausztráliából származó, a helyi politikusok szerint túlzott központi lefölözése miatt. A skóciai és katalóniai népszavazások 2013-ban és 2017-ben is csak erősítették a függetlenségpártiakat meggyőződésükben. Egy 2020-as közvéleménykutatás ugyanakkor azt mutatta ki, hogy a helyieknek csupán 28%-a támogatja az Ausztrál Államszövetségtől való elszakadást. Az elszakadást támogató pártok választási eredményei is igen gyengék.

### Közigazgatás

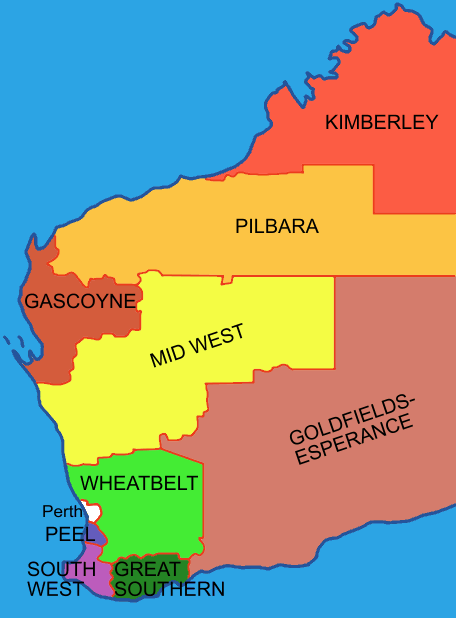
Nyugat-Ausztrália régiói

Az állam 9 régióra és a fővárosra, Perth-re oszlik. A régiók a következők:
- Délnyugati régió
- Gascoyne régió
- Goldfields-Esperance régió
- Kimberley régió
- Középnyugati régió
- Nagy Déli régió
- Peel régió
- Pilbara régió
- Wheatbelt régió

Nyugat-Ausztráliához 139 önkormányzati terület tartozik, köztük a Karácsony-sziget és a Kókusz (Keeling)-szigetek. Ezek jogosultságait és működését az 1995-ös önkormányzati törvény szabályozza.

## Népesség

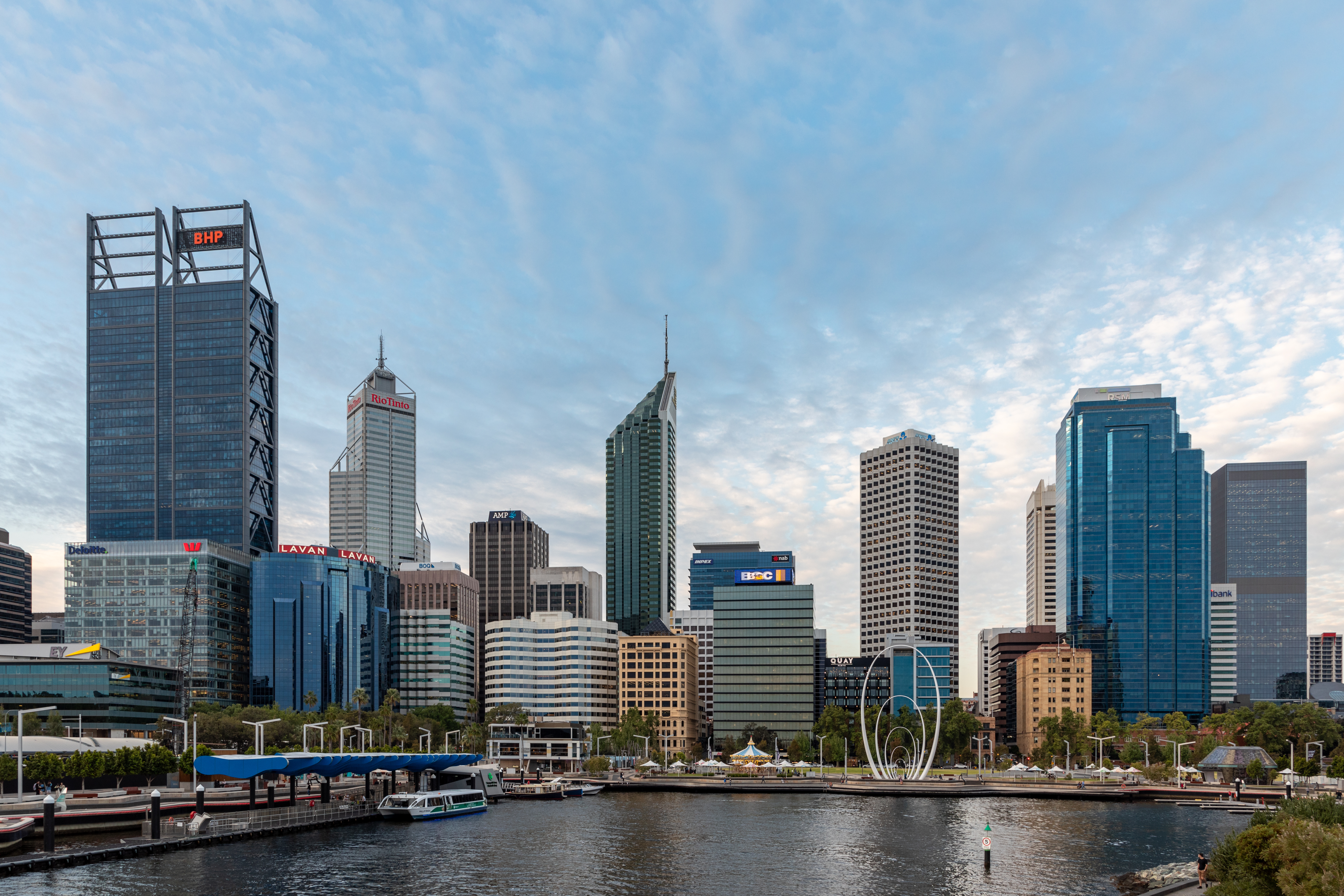
Nyugat-Ausztrália fővárosa és egyben legnagyobb városa: Perth. A város és az agglomeráció területén él az állam lakosságának a 75%-a.

Nyugat-Ausztrália népességének alakulása 1829 és 2010 között

Az európaiak letelepedése 1826-ban kezdődött, amikor a britek bejelentették igényüket Albanyra; ezzel a franciáknak a kontinens nyugati harmadára vonatkozó igényeit igyekeztek megelőzni. Perth-t 1829-ben brit és ír telepesek alapították Swan menti kolónia néven, majd a kezdeti nehézségek hatására a gyarmat tisztviselői munkaerőként és a népességszám növelésére fegyenceket kértek. Az 1890-es években a Goldfields-Esperance régióban a bányászat fellendülésének köszönhetően az akkori ausztrál államok közötti bevándorlás a lakosság számának erőteljes növekedését eredményezte.
Nyugat-Ausztráliába a 20. század elejéig nem érkezett jelentős számú bevándorló Nagy-Britanniából, Írországból vagy a Brit Birodalom más területeiről. Ebben az időszakban helyi kezdeményezésekkel – ilyen volt az 1920-as évek csoportos letelepedési programja, a Group Settlement Scheme, amellyel elsősorban a Nagy-Britanniában az első világháború után jelentkező munkanélküliséget kívánták enyhíteni és farmerek bevándorlását ösztönözni a délnyugati területek felé – igyekeztek Ausztrália nyugati harmadának, mint bevándorlási célpontnak az ismertségét erősíteni.
Elsősorban a Brit-szigetekről érkező bevándorlóknak köszönhetően Nyugat-Ausztrália népessége a 20. században a korábbiaknál gyorsabban bővült. A második világháború után aztán mind a keleti államokba, mind Nyugat-Ausztráliába nagy számban érkeztek olaszok, horvátok és macedónok, bár minden a mai napig Nagy-Britannia adja a legtöbb bevándorlót. Az összes ausztrál állam közül  Nyugat-Ausztráliában – különösen Perth-ben – a legmagasabb a brit születésűek aránya: 2011-ben ez 10,3% volt, szemben az 5,1%-os országos átlaggal. Ez a csoport ráadásul erősen koncentrálódik egyes területeken, ahol részarányuk a lakosság egynegyedére is rúghat.
2017 júniusában Perth nagyvárosi területének (Mandurah-val együtt) becsült népessége 2 043 138 fő volt (az állam népességének 79%-a). A további népes települések közé tartozik Bunbury (73 989 fő), Geraldton (37 961), Kalgoorlie (30 420), Albany (33 998), Karratha (16, 446), Broome (14 501) és Port Hedland (14 285).

### Származás és bevándorlás
| Születési hely         | Népesség  |
| ---------------------- | --------- |
| Ausztrália             | 1.492.842 |
| Anglia                 | 194.163   |
| Új-Zéland              | 79.221    |
| India                  | 49.385    |
| Dél-Afrika             | 41.008    |
| Fülöp-szigetek         | 30.835    |
| Malajzia               | 29.126    |
| Kína szárazföldi része | 27.126    |
| Skócia                 | 26,063    |
| Olaszország            | 19,210    |

A 2016-os népszámlálás alkalmával a leggyakrabban megjelölt származások:
- angol (40,7%)
- ausztrál (33,2%)["N" 3]
- ír (9,8%)
- skót (9,4%)
- olasz (5,4%)
- kínai (4,5%)
- német (3,2%)
- őslakó (3,1%)["N" 4]
- indiai (3%)
- holland (2,1%)
- filippínó (1,6%)
- új-zélandi (1,4%)
- dél-afrikai (1,3%)
- maori (1,2%)

2016-ban a lakosság 3,1%-a (75 978 fő) vallotta magát ausztrál őslakónak (Ausztrália kontinentális részén élő bennszülöttnek vagy a Torres-szoros szigeteki népekhez tartozónak).

### Nyelv
A 2016-os népszámláláskor a lakosok 75,2%-a az otthonában csak angolul beszélt, illetve a további leggyakoribb nyelvek a következők voltak: mandarin (1,9%), olasz (1,2%), vietnámi (0,8%), kantoni (0,8%) és tagalog (0,6%).

### Vallás
A 2021-es népszámlálás alapján a legtöbben, 41,1% kereszténynek mondta magát. 1971-ben még a lakosság 85,5%-a vallotta magát kereszténynek, ami azóta csökkenő tendenciát mutat, míg a vallási hovatartozással nem rendelkezők aránya az 1971-es 8,7%-ról 2021-ben 42,9%-ra emelkedett. A népesség kis hányada tartozik az iszlám (2,5%), a buddhista (2,2%) és a hindu (2,0%) valláshoz.

## Gazdaság

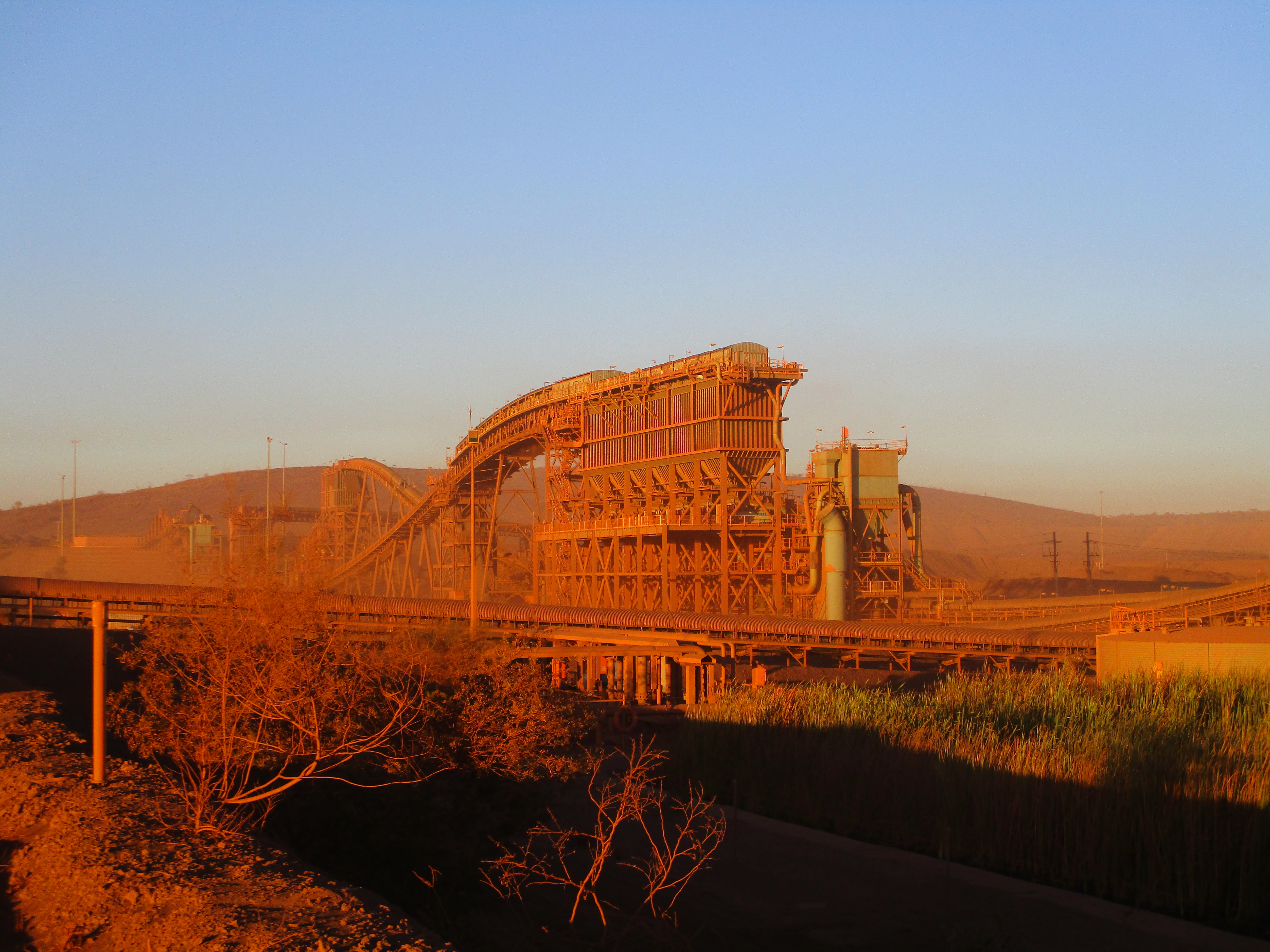
Vasércbányászat a nyugat-ausztráliai Pilbara régióban

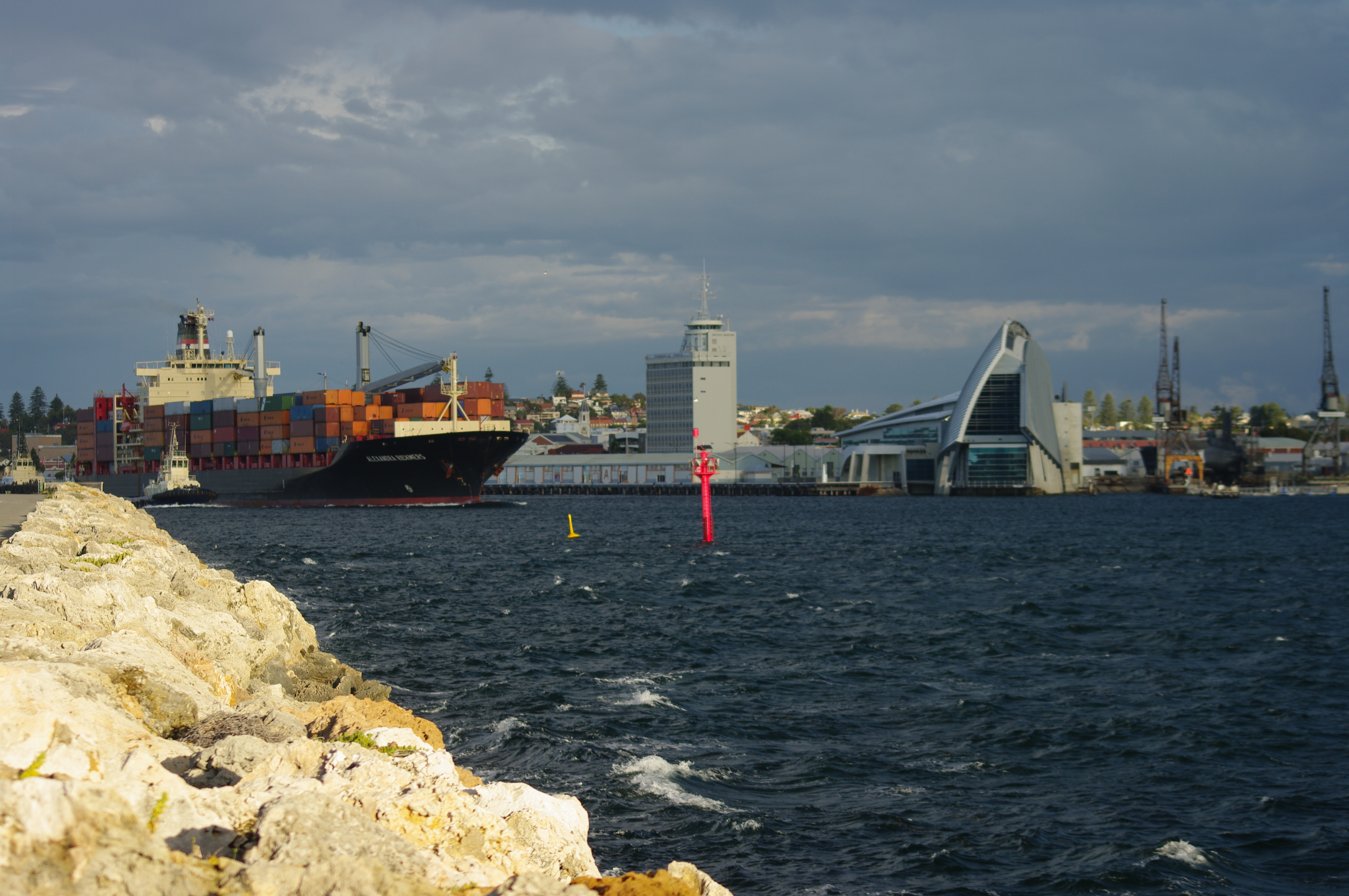
Fremantle kikötője

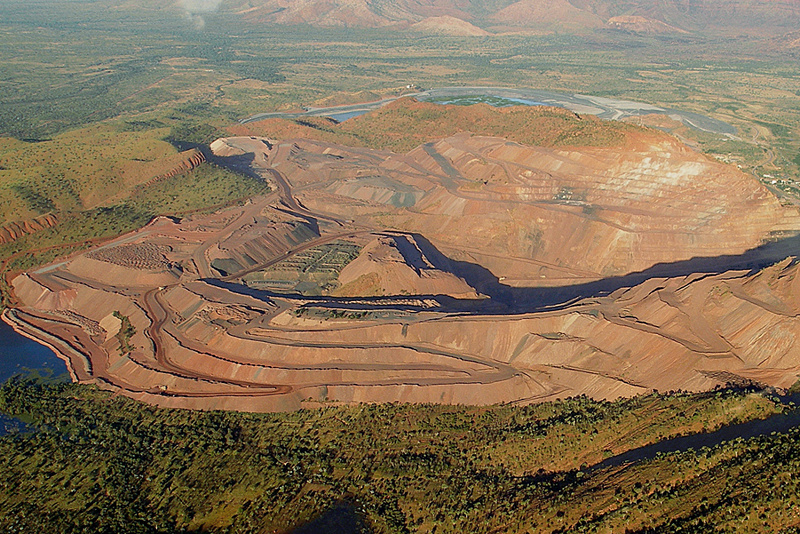
Az Argyle gyémántbánya 2007-ben

Nyugat-Ausztrália gazdaságának elsődleges hajtóereje az ásványi nyersanyagok és a kőolaj kitermelése és feldolgozása. A gazdaság szerkezete szorosan összefügg ezekkel a természeti erőforrásokkal, amelyek Nyugat-Ausztráliának komparatív előnyöket biztosít más államokkal, illetve országokkal szemben. Ennek következtében:
- Becslések szerint Nyugat-Ausztrália részesedése Ausztrália ásványianyag- és energiaexportjában 58%,[53] ami Ausztrália teljes bruttó hazai termékének (GDP) mintegy 4,64%-át adja.[54]
- Az egy főre jutó, állami szintű GDP (2017–18-ban 97 940 dollár) magasabb, mint Ausztrália bármely más államában, és jóval meghaladja az országos átlagot (73 267 dollár).[55]
- Az ezredforduló utáni diverzifikáció a nyersanyagok szélesebb körébe eredményezetett beruházásokat, ami kiegyensúlyozottabb termelési bázist biztosít, így az állam kevésbé függ néhány fő exportpiactól, és ellenállóbbá vált a világpiaci árak ingadozásával szemben.
- A pénzügyi, a biztosítási és ingatlanokkal kapcsolatos szolgáltatások, valamint az építőipar folyamatos bővülést mutat, egyre nagyobb részesedéssel az állam gazdasági teljesítményéből.[56]
- Az ásványi anyagok és a kőolaj iránti globális kereslet közelmúltbeli megugrása – különösen Kína (vasérc) és Japán (LNG) tekintetében –  az országos átlagot meghaladó gazdasági növekedést biztosított.

2019-ben Nyugat-Ausztrália tengerentúli exportja az ország teljes kivitelének a 46%-át tette ki. Az állam fő exportcikkei közé tartozik a vasérc, a kőolaj, az arany, a timföld, a nikkel, a búza, a réz, a lítium és a vegyi anyagok.
Nyugat-Ausztrália a világ legnagyobb vasérctermelője (a világ össztermelésének 34%-ával), illetve 2022-ben Ausztrália 306 tonnás aranytermelésének 66%-át (a világtermelés 6,9%-át) adta. Globálisan az egyik legnagyobb bauxitkitermelő; négy finomítóban folyik timföldgyártás, ami a világ teljes termelésének a 11%-a. 2020-ig gyémántot a világ legnagyobb gyémántbányájában, a távoli, északi Kimberley régióban termeltek ki. Az állam délnyugati részén, Collie-ban bányászott szén az alaperőművi villamosenergia-termelés fő tüzelőanyaga. A természeti erőforrások kitermelése és feldolgozása terén az elmúlt évtizedekben elért gyors bővülés jelentős hiányt eredményezett mind a munkaerő, mind a szakértelem terén, ezért az állam kormánya a közelmúltban számottevő erőfeszítéseket tett az államközi és tengerentúli bevándorlás ösztönzésére.
2021-es bezárásáig a Perth-től délre fekvő Kwinana nehézipari területen működött az ország legnagyobb olajfinomítója; napi 146 ezer hordós kapacitása az állam benzin- és dízelszükségletének a nagy részét fedezte. Kwinanában ma is működnek timföld- és nikkelfeldolgozó üzemek, a gabona- és más ömlesztett áruk exportját kiszolgáló kikötői létesítmények, valamint a bányászatot és a kőolajtermékek előállítását támogató iparágak, például a nehéz- és könnyűgépgyártás, valamint fémfeldolgozás. A Kwinanától északra található, közeli Henderson a hajógyártásról és az azt támogató iparágakról ismert. A jelentős másodlagos iparágak közé tartozik a cement- és építőanyaggyártás, a malomipar, az élelmiszeripar, az állati takarmányok előállítása, a gépjárműkarosszéria-gyártás és a nyomdaipar.
Nyugat-Ausztráliában a mezőgazdasági termelés jelentős mértékben járul hozzá az állam és az ország gazdasági teljesítményéhez. A 2010 és 2019 közötti időszakban a búzatermelés átlagosan közel 10 milliárd tonna volt; ennek 2019-es 2816 milliárd dolláros értéke az országos össztermelés felének felelt meg, és 2–3 milliárd dolláros exportbevételt biztosított.
Az egyéb kiemelkedő mezőgazdasági termékek közé tartozik a gyapjú, a marhahús, a bárányhús, az árpa, a repce, a zab és a hüvelyesek. A tengerentúlon nagy kereslet mutatkozik a Nyugat-Ausztráliából származó élő állatok iránt, elsősorban a Délkelet-Ázsiára jellemző, intenzív takarmányalapú állattartásnak, valamint a közel-keleti országoknak köszönhetően, ahol az iszlám étkezési előírások, illetve a tárolási és hűtési lehetőségek hiánya miatt az élő állatokat előnyben részesítik a feldolgozott hús behozatalával szemben. Ausztrália élőmarha-exportjának mintegy fele Nyugat-Ausztráliából származik.
Nyugat-Ausztrália számottevő halászati iparral büszkélkedhet. A helyi fogyasztásra és exportra szánt termékek közé tartozik a tüskés homár (Panulirus cygnus), a garnéla, a rákfélék, a cápa és a tonhal, illetve a halászott és tenyésztett igazgyöngy az állam Kimberley régiójából. Az ezeket a tevékenységeket kiszolgáló feldolgozóüzemek a nyugati parton helyezkednek el. Az 1978-ig Albany központtal működő bálnavadászat megszűnéséig szintén kulcsfontosságú tengeri iparágnak számított.
Nyugat-Ausztráliában találhatóak a világ legnagyobb indiaiszantálfa-ültetvényei (az állam északi részén), illetve ausztrálszantálfa-ültetvényei (a félszáraz területeken); ezekből szantálfaolaj és füstölők készülnek. A nyugat-ausztráliai szantálfa termékek a nemzetközi szantálfaolaj-piac mintegy 40%-át adják.

### Idegenforgalom

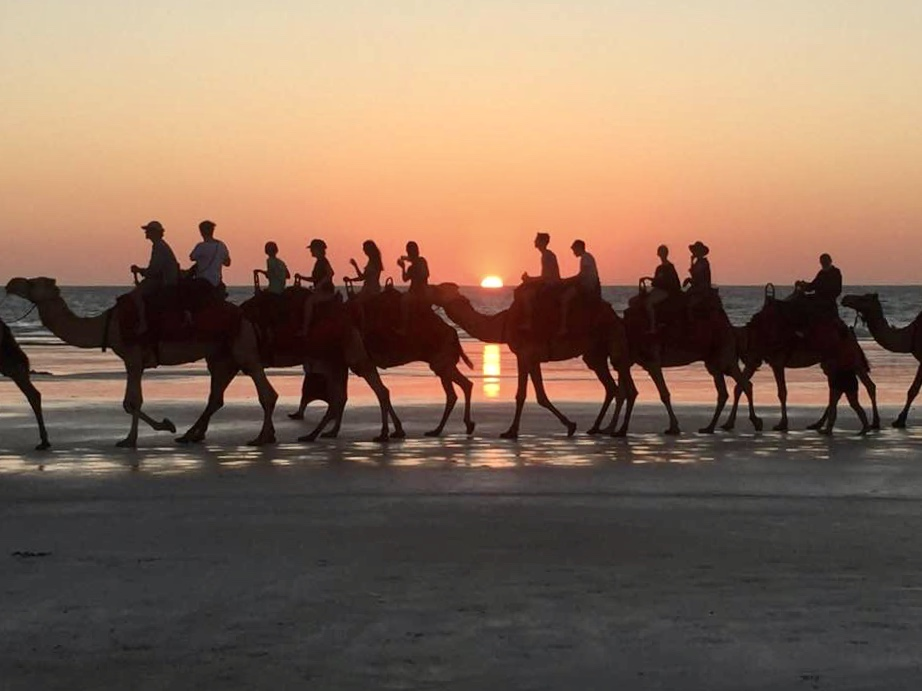
A tevegelés a broome-i Cable Beach-en népszerűnek számít a turisták körében

Az idegenforgalom számottevő mértékben hozzájárul a nyugat-ausztrál gazdaság egészéhez: a 2015 márciusában záruló idegenforgalmi szezonban 833 100 külföldi látogató érkezett, ami az Ausztráliába irányuló teljes nemzetközi turizmus 12,8%-át tette ki. A három legfontosabb küldőpiac az Egyesült Királyság (17%), Szingapúr (10%) és Új-Zéland (10%) volt, és a többség üdülési/szabadidős célból érkezett. Az idegenforgalomból származó bevételek számos kisebb, Perth-en kívüli településen – különösen a tengerparton – fontos gazdasági felhajtóerőt jelentenek. Kormányzati szervként a Tourism WA felelős Nyugat-Ausztrália, mint idegenforgalmi célpont népszerűsítéséért.
Az idegenforgalmi ágazat 9,3 milliárd dollárral és 94 000 munkahellyel járul hozzá Nyugat-Ausztrália gazdaságához. Közvetlenül és közvetve az iparág részesedése az állam gazdaságából 3,2%; összehasonlításképpen Nyugat-Ausztrália legnagyobb bevételi forrása, a bányászat 31%-os részesedéssel bír.